# Syphilis
Pour la « petite vérole », qui n'a aucun lien de parenté avec la syphilis, voir variole.
Pour la petite vérole volante, voir varicelle.
 Mise en garde médicale
La syphilis (connue familièrement sous le nom de vérole ou encore de grande vérole par opposition à la variole) est une infection sexuellement transmissible contagieuse, due à la bactérie Treponema pallidum subsp pallidum (ou tréponème pâle).
Elle ne doit pas être confondue avec la syphilis endémique, ni avec le pian, deux tréponématoses endémiques, non vénériennes, dues respectivement aux bactéries Treponema pallidum endemicum et Treponema pallidum pertenue.
Elle se manifeste par un chancre (ulcération) initial et par des atteintes viscérales et nerveuses tardives, certaines manifestations survenant plusieurs années après la contamination. L'évolution de la maladie se fait donc en stades successifs, classiquement trois, aujourd'hui différenciée entre stade précoce et tardif.
Le tréponème pâle a été identifié par Fritz Schaudinn et Erich Hoffmann à Berlin en 1905. Mais la maladie, volet de l'échange colombien, a été décrite dès la fin du XVe siècle. Le mercure fut le remède pluricentenaire, même si son efficacité n'a jamais été démontrée. Le traitement réel apparaît au début des années 1940, avec l'avènement des antibiotiques, en particulier l'usage de la pénicilline.
Il existe également une « syphillis endémique », non vénérienne, appelé Bejel.

## Étymologie
Le terme syphilis provient du latin de même signification, introduit par l'humaniste italien Fracastor à la fin du XVe siècle. C'est le nom d'un de ses poèmes, Syphilis Sive Morbus Gallicus mettant en scène un berger du Nouveau Monde de même nom et atteint de la maladie. Ce nom serait inspiré de Sipylus (ou Siphylus), le nom d'un personnage du poème Métamorphoses écrit par Ovide au Ier siècle.
Le terme syphilis a pu être utilisé par le passé comme synonyme de maladie vénérienne. Par ailleurs, d'autres termes ont pu être utilisés pour désigner cette maladie : « mal français », (grosse ou grande) vérole, « mal de Naples ». L'origine de « mal napolitain » ou « mal de Naples » viendrait de sa manifestation épidémique à Naples en 1494, apportée par des marins espagnols de l'équipage de Christophe Colomb, qui participaient à une campagne militaire de Charles VIII.

## Agent causal
La bactérie Treponema pallidum, source de cette maladie se transmet par des rapports sexuels non protégés (vaginal, anal ou bucco-génital), par voie sanguine (transfusion ou rarement usage de matériel souillé) et par voie transplacentaire pendant la grossesse, de la mère à l'enfant. La période d'incubation est de 3 semaines à 1 mois.

## Expression clinique
La syphilis évolue classiquement en plusieurs stades successifs.

### Classification classique

#### Stade primaire

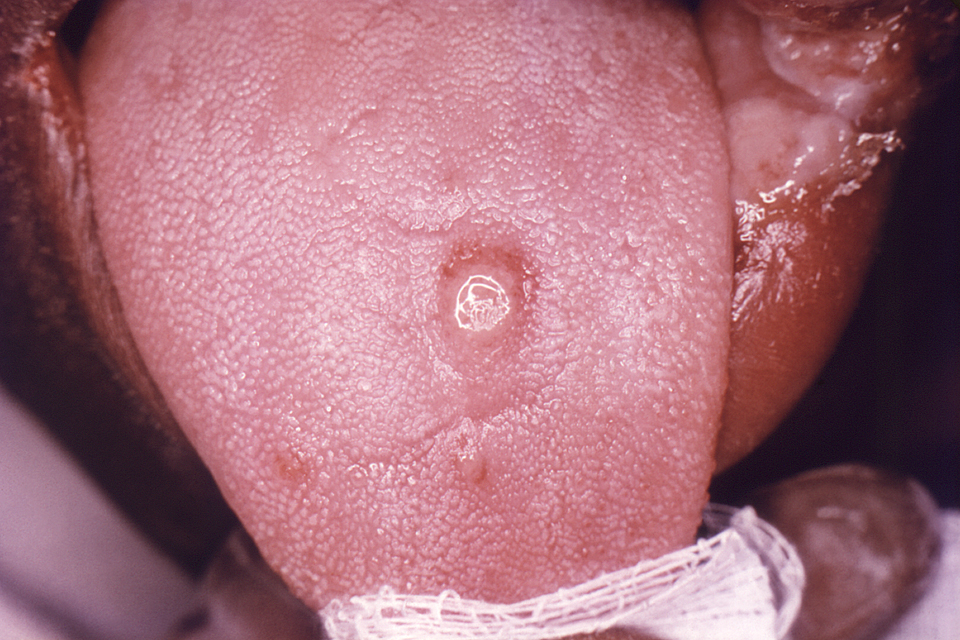
Syphilis au stade primaire sur la langue.

La syphilis au stade primaire n'a pas toujours de signes apparents, et, lorsqu'ils existent, ils n'apparaissent en général que 3 semaines après la contamination. Il s'agit d'une lésion caractéristique des muqueuses appelée « chancre d'inoculation » (petite plaie rosée, creuse, propre, atone, à fond induré, à l'aspect cartonné au toucher, et indolore) : il correspond au point d'entrée de la bactérie. Cette ulcération, généralement unique, se retrouve au niveau du fourreau de la verge, sur le gland, dans l'urètre (non visible), au niveau du col utérin (non visible), du vagin, de la vulve. D'autres localisations sont possibles : anus, amygdales (ce qui fait penser à une angine), lèvres, langue, etc. Cette lésion s'accompagne d'une adénopathie importante, le plus souvent unique, mais qui peut être entourée de plusieurs autres plus petites dans la région de drainage lymphatique du chancre. Ces adénopathies sont légèrement inflammatoires et indolores. Le malade est contagieux dès l'inoculation.
Les lésions syphilitiques sont toutes extrêmement contagieuses. Le prélèvement à la recherche de la bactérie en est donc facilité.

#### Stade secondaire

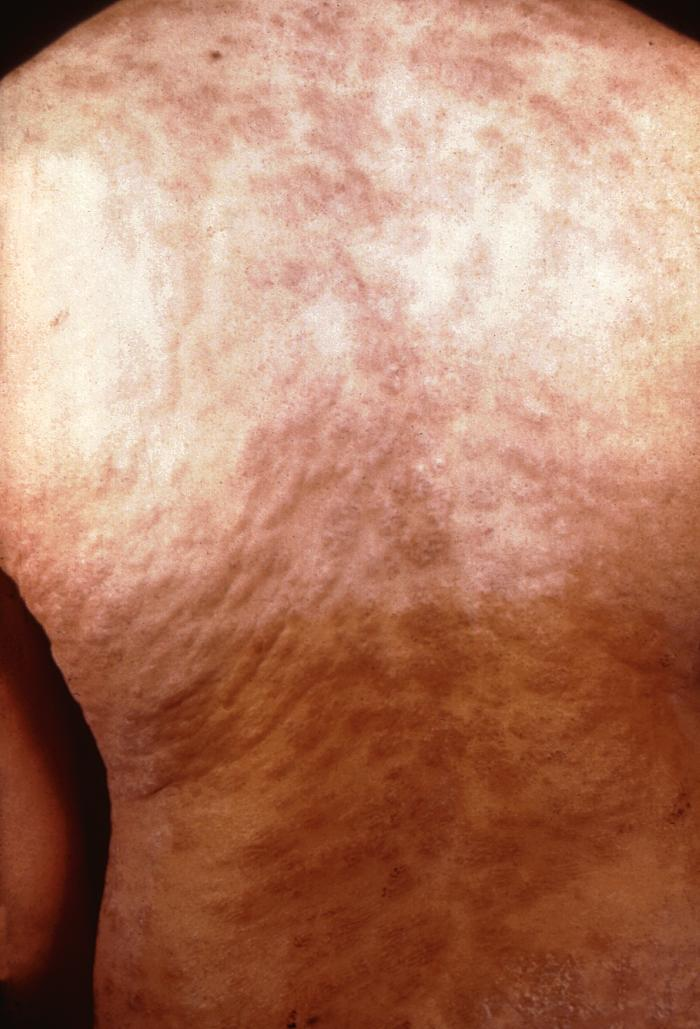
Lésions syphilitiques dorsales lors d'une syphilis secondaire.

Ce stade secondaire apparaît trois à dix semaines après le chancre. Il perdure de 4 mois à 2-3 ans. Il correspond à une diffusion générale du tréponème dans le corps, par la voie sanguine, qui s'accompagne d'éruptions multiples sur la peau et/ou sur les muqueuses (sans démangeaison) : c'est la roséole (petites taches rose pâle sur la peau et rouges sur les muqueuses du gland, de l'anus, de la gorge, de la langue, des lèvres). Ces lésions peuvent se voir sur le torse ou le dos, mais aussi sur la paume des mains et la plante des pieds, ce qui est assez rare pour une éruption dermatologique. Les signes visibles peuvent disparaître même sans traitement, mais la syphilis reste présente dans l'organisme et transmissible
Des syphilides sont retrouvés au niveau du visage, des paumes et des plantes, et en périorificiel. Ces petites papules brun cuivré, polymorphes sont très contagieuses : le simple contact d'une muqueuse syphilitique ou d'une syphilide contre une peau ayant une lésion quelconque (grattage, coupure, brûlure ou autre forme de plaies) suffit à être contaminant.
La syphilis secondaire est caractérisée par son polymorphisme clinique car elle peut mimer toutes sortes de dermatoses fugaces ou persistantes (psoriasis, eczéma, lèpre, acné, lupus…) associées à une polyadénopathie et un syndrome infectieux (fièvre céphalées), ce qui a valu à cette infection le surnom de « grande simulatrice ».

#### Stade tertiaire

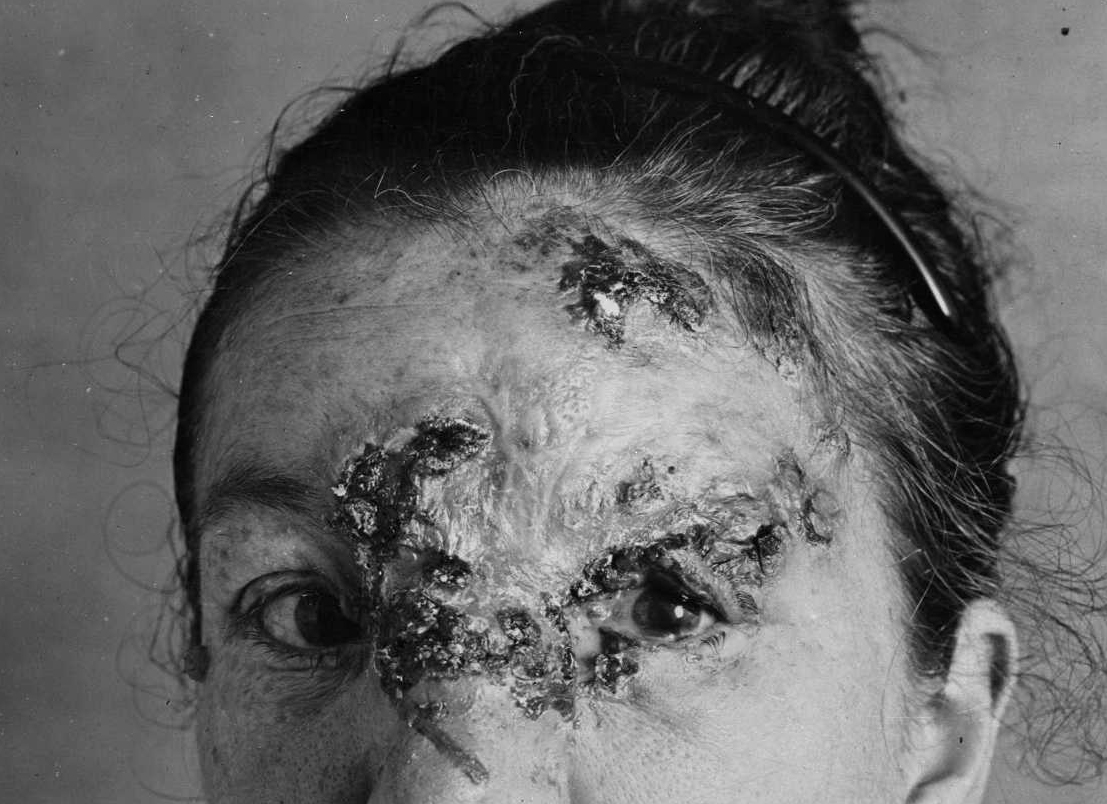
Manifestation sur la face du stade tertiaire de la syphilis. Collection de photos médicales du Dr John A. Fordyce, léguées aux archives historiques américaines (Historical Archives of National Museum of Health & Medicine).

Le stade tertiaire de la syphilis est devenu très rare dans les pays occidentaux. Il apparaît après plusieurs années d’évolution chez des patients non traités ou insuffisamment traités, en moyenne entre 3 et 15 ans après l’apparition du chancre, avec des extrêmes allant d’un mois à 40 ans. Environ 5 à 10 % des personnes non traitées développent ce stade avancé.
À ce stade, la syphilis n’est plus contagieuse, mais elle peut entraîner des atteintes graves et multiviscérales. Elle peut notamment affecter le système cardiovasculaire, avec des lésions des gros vaisseaux comme l’aorte, pouvant provoquer l'insuffisance aortique, l'insuffisance cardiaque, lamyocardite, ainsi comment l'inflammation des vaisseaux coronaires entraînant des crises cardiaques parfois mortelles. Les atteintes ostéoarticulaires sont fréquentes, avec des dommages au squelette, des fractures spontanées et des douleurs spécifiques appelées maux perforants plantaires. Des gommes peuvent également apparaître, correspondant à des lésions tissulaires localisées dues à une infiltration monocytaire. Il s'agit de lésions tumorales ramollies et ulcérées, qui peuvent entraîner des déformations chez le patient, De telles gommes peuvent aussi affecter des organes comme le foie, le squelette et le cerveau.
Le système nerveux est souvent touché. Les patients peuvent présenter des céphalées intenses, la dysarthrie, ainsi que des douleurs lancinantes des membres ou de l’abdomen (tabès dorsalis), parfois si vives qu’elles peuvent faire penser à une urgence chirurgicale. Des épisodes neurologiques transitoires comme l’aphasie, l’hémiplégie ou l’hémiparésie sont également caractéristiques.
Chez les personnes vivant avec le VIH, la syphilis tertiaire évolue plus rapidement et provoque plus souvent des complications neurologiques. De plus, elle augmente significativement le risque de transmission du VIH.

#### Syphilis latente
Il s’agit de la persistance du tréponème dans certains sites (œil, cerveau, aorte…). C’est une période asymptomatique qui est souvent décelée à l'occasion d'un examen sérologique de routine (prénuptial, prénatal, d'embauche…). La contagiosité est faible.

### Classification récente
La stadification classique a été modifiée, avec une dichotomisation thérapeutique en deux stades successifs :
- précoce : moins d'un an depuis le chancre ;
- tardif : plus d'un an, ou date inconnue.

### Formes particulières

#### Neurosyphilis

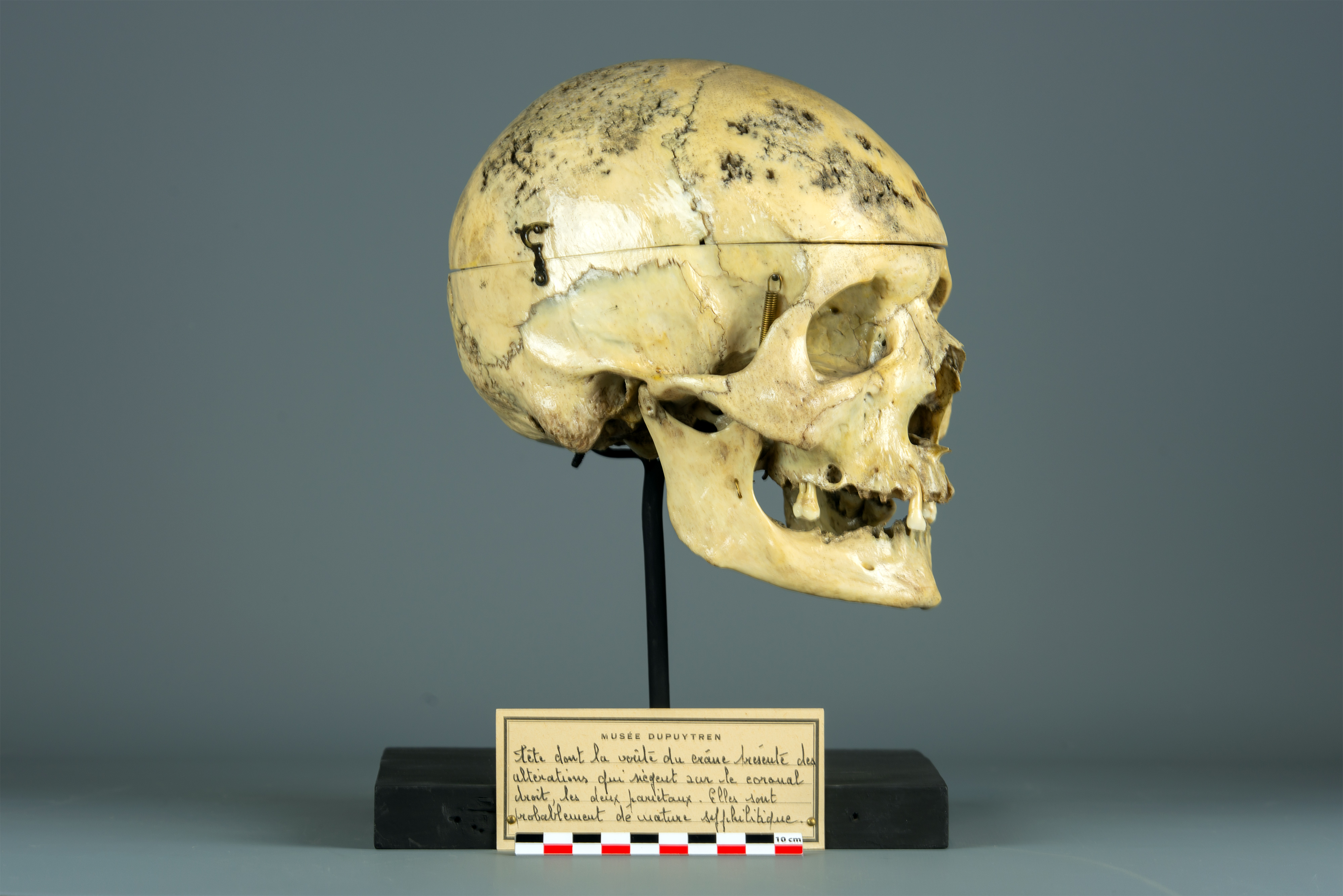
Crâne présentant des nécroses ou caries syphilitiques. Conservé au Musée Dupuytren.

Elle peut se voir à la forme précoce ou tardive de la maladie.
Sans traitement, de 8 % à 10 % des personnes atteintes souffrent de troubles neurologiques importants dix à vingt ans après le début de la maladie. Un quart des patients non traités sont victimes d'une méningoencéphalite (Syphilis cerebrospinalis) qui aboutit à la démence (avec parfois une augmentation transitoire des capacités mentales et cognitives des individus contaminés) : c'est le tableau neuropsychologique anciennement connu sous le nom de paralysie générale (PG). Des changements extraordinaires dans la sensibilité ou le psychisme au cours de cette phase ont été décrits, mais ils ne sont pas constants. Une augmentation de la libido et différentes sortes d'hallucinations ont été rapportées. Les malades peuvent aussi présenter une ataxie locomotrice combinée à des douleurs invalidantes avec dysfonctionnements et de pertes de contrôle de la vessie et des intestins : c'est le tabès syphilitique par destruction progressive des racines postérieures ou une dégénérescence des cordons postérieurs de la moelle spinale. Des troubles circulatoires ou des lésions osseuses sont fréquents.
Grâce aux antibiotiques, de telles évolutions sont devenues rares dans les pays occidentaux.

#### Syphilis congénitale

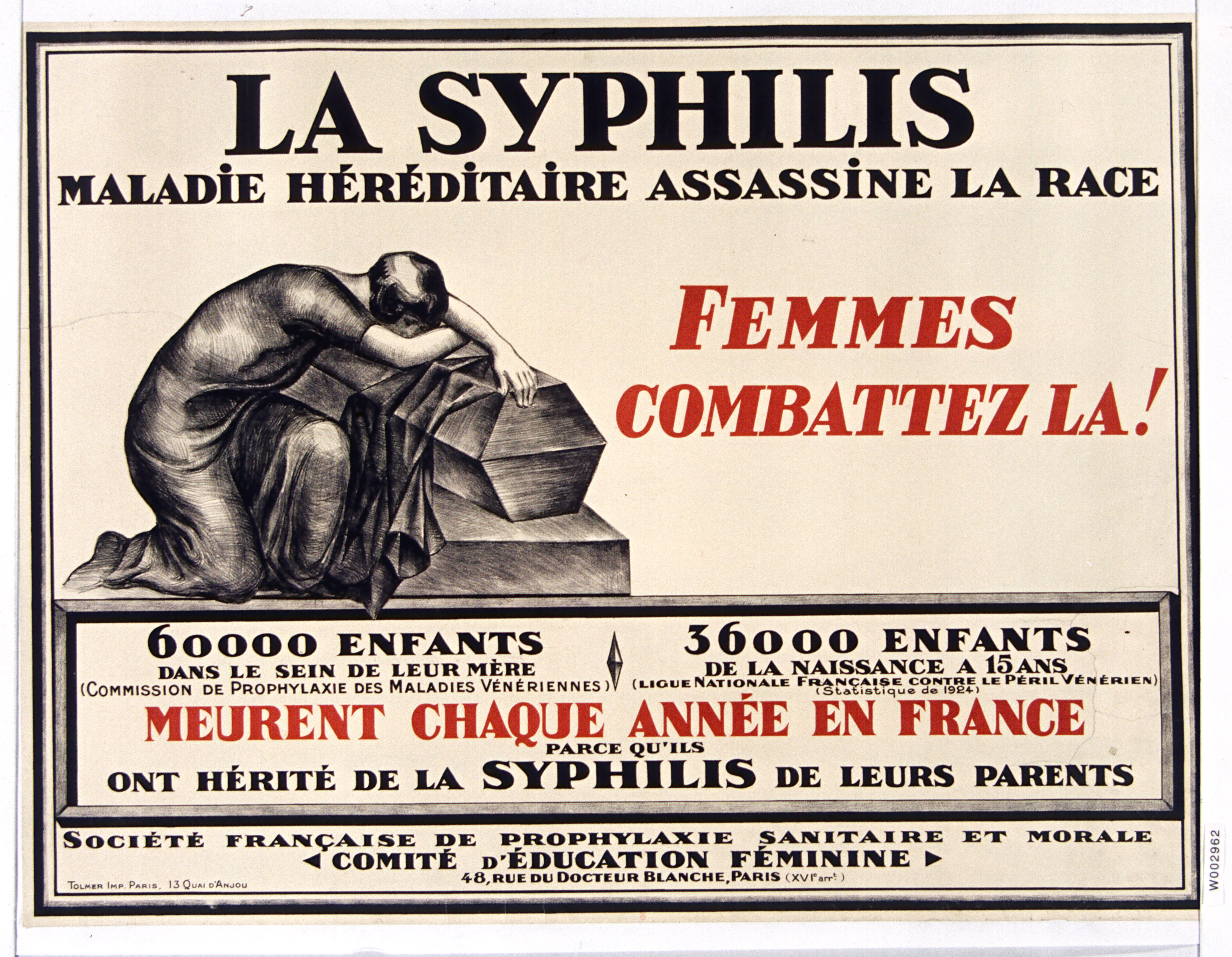
Affiche de 1920.

À la fin du XIXe siècle et au début du XXe, la syphilis congénitale était mal comprise, considérée à tort comme héréditaire par les tenants de la théorie de l'hérédosyphilis, faisant peser selon eux le risque d'une lente dégénérescence de l'espèce humaine.
Le fœtus est contaminé surtout dans la deuxième moitié de la grossesse (lors du 2e ou 3e trimestre) par voie transplacentaire, si la mère présente une syphilis primaire ou secondaire. Le risque de contamination fœtale augmente en fonction de l'âge de grossesse (risque le plus élevé au 3e trimestre) et diminue en fonction de l'ancienneté de l'infection maternelle (risque le plus élevé lors d'une syphilis primaire récente).
Les formes cliniques de syphilis congénitale sont distinguées selon leur moment d'apparition : malformations acquises congénitalement ou apparaissant après la naissance. Les formes in utero (se manifestant cliniquement dès le stade fœtal) représentent 50 % des cas et sont habituellement fatales (avortement, mort in utero, décès néonatal précoce…). La prématurité représente 25 % des cas. La syphilis congénitale précoce apparait avant l'âge de 2 ans (lésions cutanées, osseuses et troubles hématologiques) avec une mortalité périnatale de 20 %.
Les séquelles graves chez les enfants survivants représentent 20 % des cas. La syphilis congénitale tardive apparait après l'âge de 2 ans, elle est le plus souvent asymptomatique (diagnostic sérologique), mais elle peut entraîner des séquelles.
En France, le dépistage de la syphilis est obligatoire en début de grossesse, et doit être répété en cas de risque élevé (prostituées, toxicomanes, infectées par le VIH, partenaires multiples…).

## Méthodes diagnostiques
- Examen direct au microscope (microscope à fond noir) à partir d'un frottis d'une lésion cutanée : le tréponème est facilement identifiable. Une technique par PCR existe également[9], mais l'absence d'identification du germe ou de ses molécules constitutives ne permet pas d'éliminer le diagnostic[10].
- Sérologies syphilitiques : VDRL peu spécifique ; TPHA et FTA sont spécifiques des tréponèmatoses dans leur ensemble mais pas de la syphilis en particulier. TPHA et FTA se positivent en général avant le VDRL et restent positifs même après traitement chez les personnes immunocompétentes.

Depuis 2018 en France, réalisation d’un seul test des antigènes tréponémiques, spécifiques des tréponématoses : par ELISA ou méthode apparentée, ou TPHA ou FTA. Ils peuvent être négatifs s'ils sont pratiqués tôt au cours d'une syphilis primaire et doivent donc être répétés une quinzaine de jours après. Après traitement, dans quelques cas, les sérologies se négativisent.

## Traitement
La pénicilline parentérale est le traitement de choix de la syphilis à tous ses stades. Son efficacité a été prouvée dès le milieu des années 1940. Contrairement à beaucoup de germes vis-à-vis des antibiotiques, il n'a pas été retrouvé, depuis, de souches résistantes.
Chez tout patient infecté, le traitement spécifique de la syphilis doit être accompagné d'une recherche d'éventuelles autres infections sexuellement transmissibles. Ses partenaires sexuels (contemporains ou anciens) doivent être pris en charge médicalement pour le dépistage et le traitement de la syphilis (ou d'une autre IST) si nécessaire.

### Syphilis primaire, secondaire ou latente précoce
Les instances internationales recommandent une injection unique en intramusculaire de benzathine pénicilline G (extencilline) à la dose de 2,4 millions d’unités. L'injection étant particulièrement douloureuse, il est préférable d'administrer un anesthésiant dans le même temps.
Ce traitement apporte la guérison dans plus de 95 % des cas selon le site therapeutique-dermatologique.org, mais un échec clinique ou sérologique ainsi qu'une réinfestation sont possibles. Ceci justifie une surveillance clinique et sérologique. Selon d'autres sites, l'efficacité de ce traitement est de 100 % et a permis l'éradication de la maladie dans de nombreuses parties du monde.
En cas d’allergie aux bêtalactamines on peut utiliser en seconde intention des cyclines, sauf pour les enfants et les femmes enceintes chez qui ils sont contre-indiqués. La ceftriaxone est également efficace.

### Traitement des immunodéprimés
Pour une neurosyphilis, syphilis chez un immunodéprimé (SIDA), la pénicilline G en intraveineuse est à présent recommandée.

## Prévention
Comme de nombreuses maladies sexuellement transmissibles, la prévention s'appuie sur l'usage du préservatif. Toutefois, l'utilisation de la digue dentaire ou du préservatif pourrait s'avérer insuffisante pour prévenir la transmission de la syphilis[source insuffisante] et doit être accompagnée d'une limitation du nombre de partenaires et de l'éviction des rapports sexuels à risque.
Même s'il existe une recherche sur des vaccins, aucun n'est disponible à ce jour.

## Épidémiologie
- Aucune donnée
- <35
- 35-70
- 70-105
- 105-140
- 140-175
- 175-210
- 210-245
- 245-280
- 280-315
- 315-350
- 350-500
- >500

Nombre de décès à la suite des infections de syphilis sur 100000 habitants en 2004.

Selon une estimation de l'Organisation mondiale de la santé (OMS), on a dénombré en 1995 quelque 12 millions de nouveaux cas de syphilis dans la population adulte mondiale. Le plus grand nombre de cas répertoriés sont situés en Asie du Sud et du Sud-Est, suivie par l'Afrique subsaharienne.
Aux États-Unis, de 2000 à 2018, le taux d'incidence de la syphilis a été multiplié par trois. 86 % des patients sont des hommes, homosexuels pour plus de la moitié, et infectés par le VIH pour 42 %. Une augmentation de type similaire est constatée en Europe et en Chine.
Plus récemment, toujours aux États-Unis, une épidémie de syphilis touche les hommes hétérosexuels et les femmes (doublement entre 2014 et 2018) ; en particulier chez les femmes utilisant des drogues injectables (méthamphétamine, héroïne…) ou partenaires sexuelles d'hommes les utilisant (multiplication par six du taux de syphilis). Chez les femmes en âge de procréer, il existe une augmentation du nombre de naissances de cas de syphilis congénitale (contamination syphilitique au cours de grossesse).
En France, la syphilis était une maladie à déclaration obligatoire jusqu'en juillet 2000, date à laquelle elle a été retirée de la liste en raison de sa quasi-disparition. Mais selon une enquête, de l'Institut de veille sanitaire (InVS), la syphilis est en recrudescence en France depuis les années 2000. Dans ce contexte, le ministère délégué à la Santé a décidé de mettre en place une stratégie de prévention sous forme d'actions de communication et d'actions ciblées vers les populations à risque. 455 nouveaux cas de syphilis ont été dénombrés en 2006, 855 en 2012, et près de 1 000 en 2014, sachant que ce chiffre n'inclut pas le nombre de cas non déclarés. Pour l'année 2015, le syndicat des dermatologues évoque le chiffre de 4 000 à 5 000 nouveaux cas par an,, l'infection touchant très majoritairement les hommes ayant des relations sexuelles avec d'autres hommes, groupe dans lequel on observe également une forte croissance de l'infection.

## Histoire de la maladie

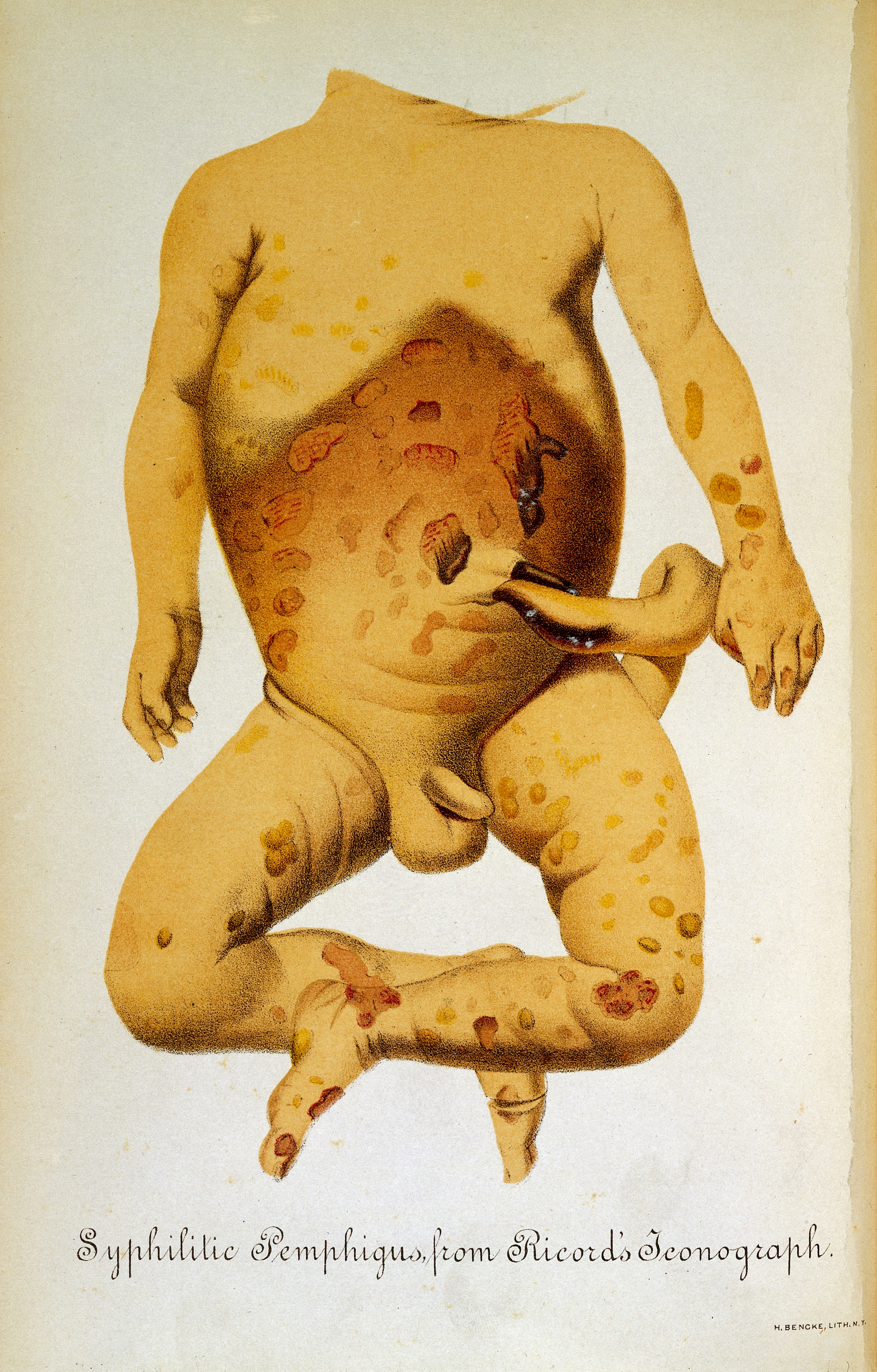
Iconographie de Philippe Ricord illustrant un traité sur la syphilis chez le nouveau-né par Charles-Paul Diday.

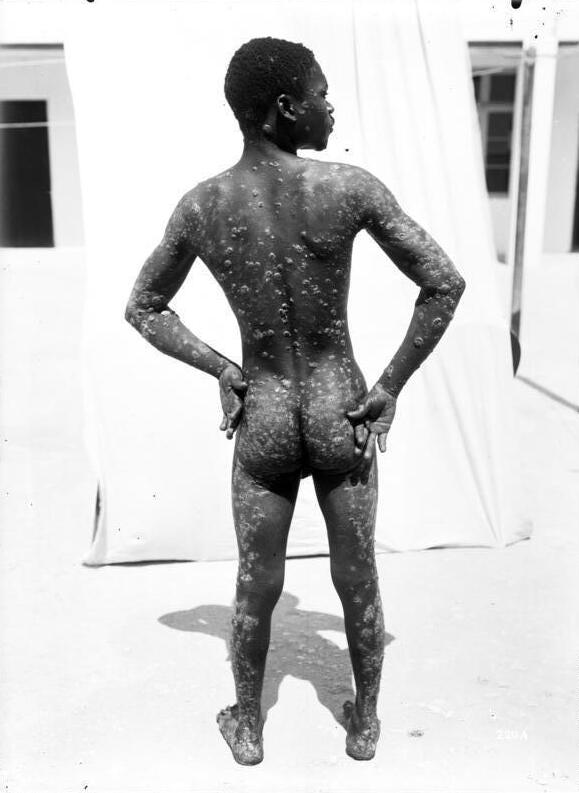
Symptôme dermatologiques de la syphilis

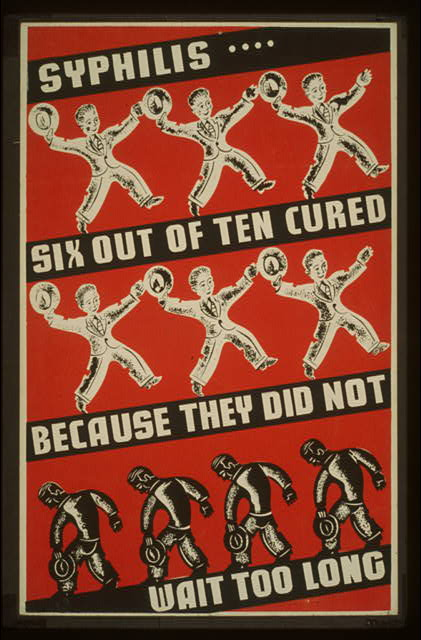
Affiche du gouvernement américain promouvant un traitement rapide de la syphilis.
« Syphilis... six sur dix guéris car ils n'ont pas attendu trop longtemps »

### Histoire de la connaissance de la maladie
Une étude portant sur des ossements médiévaux aurait établi qu'une forme bénigne de la syphilis existait alors en Europe, mais l'apparition d'une forme mutante virulente originaire probablement du Nouveau Monde apparaît en Europe peu de temps après le retour des marins de Christophe Colomb.
Elle est identifiée en tant que maladie en Europe vers la fin du XVe siècle et porte des noms différents selon les pays et personne ne veut en revendiquer l'origine : elle est ainsi nommée « mal de Naples », « mal des Anglais » ou encore « mal des Français ». Le nom de syphilis est utilisé pour la première fois par Girolamo Fracastoro en 1530 dans son œuvre « Syphilis sive de morbo gallico », où de manière poétique il décrit l'histoire allégorique d'un berger nommé Syphilus qui aurait été le premier à contracter la maladie pour avoir mis en colère les dieux.
Quand la maladie qui n'épargne pas les monarques comme François Ier se répand en Europe, les médecins sont d'abord selon Tilles et Wallac « frappés par une sorte de sidération intellectuelle devant cette maladie nouvelle, rapidement épidémique et à laquelle ils ne comprenaient rien, préférèrent « rejeter les malades tant ils leur faisaient horreur ».
Au début du XVIe siècle, les symptômes et stades de la maladie sont bien décrits, et en particulier son caractère « phasé » et s’aggravant (en 3 grandes phases) après d’apparentes rémissions. L'importance de ces rémissions semble ensuite avoir été oubliée jusqu’en 1955, ce qui a permis d'attribuer au mercure des améliorations qui n'étaient que des rémissions spontanées des symptômes de la phase primaire et secondaire.
Durant 400 ans, les malades sont traités par des sels mercuriels, bien que la science n'ait jamais pu prouver leur efficacité en termes de guérison, et bien qu'ils soient très toxiques pour le malade.
En 1837, Philippe Ricord montre que la gonorrhée et la syphilis sont deux maladies distinctes. Et Ricord distingue en outre l'infection syphilitique primaire, des infections secondaire et tertiaire. La symptomatologie de la maladie est alors bien établie, et, avant 1870, les écrits médicaux ne donnent généralement pas une image angoissante de la syphilis. Elle pose cependant un grave problème de santé publique associée à la « propagation vénérienne » habituelle. Les médecins peinent souvent à convaincre leurs patients de traiter cette maladie dont le premier stade est peu spectaculaire. Le mercure, remède pluricentenaire reste très utilisé, avec l'iodure de potassium. Ils sont réputés capables de traiter toutes les situations, mais probablement à tort. Le mercure a sans doute tué autant que la syphilis elle-même, et il était cause de souffrances supplémentaires pour le malade et parfois son entourage.
Dans les années 1850, le Dr Joseph-Alexandre Auzias-Turenne s'inspire du traitement de la variole pour tester un vaccin contre la syphilis. Cette syphilisation, basée sur des conceptions erronées, est un échec.
Vers 1898, Albert Neisser tente un sérum curatif : c'est encore un échec et un drame, qui ne furent pas sans conséquences réglementaires.
En 1905, le Pr Fritz Schaudinn et Erich Hoffmann isolent enfin l'agent causal : le tréponème pâle, à partir du sérum d'un patient atteint d'une syphilis secondaire. L'année suivante August von Wassermann, Albert Neisser et Carl Bruck mettent au point un test diagnostic. En 1913, Hideyo Noguchi démontre la présence de Treponema pallidum dans le cerveau d'un patient atteint de paralysie générale (manifestation tardive de la neurosyphilis). En 1910, le médecin ardéchois Jos Jullien rédige un Essai de pathologie rurale sur la pathologie.
Dans les premières années du XXe siècle, des composés arsenicaux commencent à remplacer les médicaments à base de mercure. Le premier médicament véritablement efficace est mis au point en 1908 par Sahachiro Hata dans le laboratoire de Paul Ehrlich. Il est commercialisé en 1910 sous le nom de Salvarsan. Délivré en injection, il connait un succès immédiat et mondial, mais il a des effets secondaires parfois très graves. Certains malades soignés au Salvarsan rechutent. Un procès est intenté à Ehrlich afin de faire interdire le Salvarsan, sans succès. Ehrlich met alors au point le Néosalvarsan, moins efficace, mais plus facile d'administration et causant moins d'effets secondaires. Il perfectionne aussi la technique d'injection.
En 1921, Ernest Fourneau, à l'Institut Pasteur, met au point le Stovarsol, autre dérivé de l'arsenic. Contrairement au Salvarsan il est stable et actif par voie orale. L'année précédente (en 1920), Carl Voegtlin et Homer Smith (en) ont isolé l'agent actif du Salvarsan, dont la molécule est introduite en thérapeutique en 1934 sous le nom de Mapharsen.
En 1927, Julius Wagner-Jauregg obtint le prix Nobel pour sa découverte de la malariathérapie : le parasite du paludisme était inoculé aux patients atteints de paralysie générale due à la syphilis, et la forte fièvre provoquée par la malaria améliorait l'état de certains d'entre eux.
Avant la découverte des antibiotiques, la syphilis pouvait entraîner la mort. Grâce à eux, elle se guérit facilement aujourd'hui. Depuis 1999, elle est pourtant en recrudescence, en France et dans la plupart des pays. Elle peut être associée à l'infection par le VIH et, comme pour le VIH, le préservatif ou la connaissance du statut sérologique du partenaire stable sont les meilleurs moyens de se protéger.

### Plus de quatre siècles de traitement mercuriel
La maladie semble identifiée comme telle en Europe vers la fin du XVe siècle. Durant environ 450 ans elle sera continuellement traitée avec des produits hautement toxiques (mercure, cyanure), bien que leur efficacité n'ait jamais pu être démontrée. Plusieurs plantes ont aussi longtemps été utilisées : le gaïac des Antilles (Guaiacum officinale et Guaiacum sanctum, la salsepareille du Honduras Smilax regelii, la salsepareille du Mexique (ou de Veracruz) Smilax aristolochiifolia, la salsepareille d'Équateur Smilax febrifuga, la salsepareille de Pará Smilax spruceana et la squine, Smilax china, importée de Chine.
Au début du XVIe siècle, la maladie est décrite et en particulier son caractère « récurrent » et s’aggravant (en 3 grandes phases) après d’apparentes rémissions. Ce caractère semble ensuite avoir été oublié durant plus de 300 ans (jusqu’en 1955, date de publication d’une étude épidémiologique prospective norvégienne basée sur plus de 2 000 victimes de syphilis (primo- et secondaire) non traités). Il semble qu'on ait attribué au mercure ce qui n’était que des rémissions spontanées des signes de la phase primaire et secondaire.
Origine du traitement mercuriel
Elle n'est pas connue avec certitude. Le médecin Jean Astruc en 1755 proposait l’hypothèse que le mercure aurait été testé de manière hasardeuse, partant du principe que la syphilis était probablement une parasitose (ce qui est proche de la réalité, les microbes n'étant pas connus à cette époque), et que le mercure avait été efficacement utilisé contre des parasites par des médecins arabes. Un médecin français, Anselme Jean-Baptiste Deleau a en 1826 fait sa thèse « Sur la syphilis et son traitement sans mercure ». Le professeur de dermatologie, Édouard Jeanselme, auteur d'un important traité sur la maladie, en 1931, pense que le mercure a d’abord été proposé par des charlatans ou des barbiers et que ces derniers avaient peut-être obtenu un réel effet cosmétique en atténuant les symptômes cutanés de la maladie. Bien que le traitement ne guérît pas la maladie, il aurait été systématiquement utilisé par les médecins. Selon O'Shea Paracelse aurait été l’un des premiers utilisateurs au début du XVIe siècle d’un onguent mercuriel ; mais Astruc estimait que Gaspar Torella l’aurait déjà utilisé en 1497 et Sébastien Aquilina dès 1498.
Dès 1514, ce sont en tous cas le médecin génois Jean de Vigo puis Jacques de Béthencourt, le premier auteur français à décrire la maladie, qui en ont ensuite fait la promotion.
Applications des traitements mercuriels :
- Ils pouvaient être appliqués en frictions des membres une à deux fois par jour et durant une semaine[50] « jusqu'à ce que les dents commencent à s'agacer »[48]. L'apparition d'une salivation anormale (signe habituel de toxicité aiguë) était alors jugée bénéfique et supposée être un signe de l'évacuation du « virus vérolique »[48] ;
- Le mercure pouvait aussi être appliqué sur la peau en emplâtres, sur les ulcérations, mais ces emplâtres provoquaient souvent des érythèmes pustuleux nécessitant l'arrêt de ce traitement[50].
- Il pouvait être utilisé en lavages (dans un sublimé corrosif mélangé d’eau)[50]
- Il a enfin été très utilisé en fumigation : des « parfums mercuriels » étant jetés sur des braises dans une cabine/étuve (une sorte de grande boîte en bois dite « archet » d'où ne dépassait que la tête du malade, parfois elle-même couverte) où le malade respirait les vapeurs de mercure, parfois durant 20 à 30 jours[50]. Ce traitement dégradait notamment tout l'intérieur de la bouche du malade, provoquant des « glossites mercurielles » (pouvant fortement déformer la langue[51]) avec parfois la chute des dents[50]. Certains auteurs ont attribué cette glossite à la syphilis elle-même[52].
- La liqueur de van Swieten dichlorure (ancien. bichlorure) de mercure ({\displaystyle {\ce {HgCl2}}}), décrit ci-dessus, a été remplacée par le proto-iodure de mercure ({\displaystyle {\ce {Hg2I}}}) depuis que Philippe Ricord l'a préféré, avant 1857. Il était administré sous forme de pilule[53] ou de pommade. La liqueur de van Swieten était aussi mélangée à de l'eau sucrée, tisane ou lait afin d'être avalée.

Même les nouveau-nés sont traités au mercure, en bains tièdes de sublimé, ou per os par absorption de la « liqueur de van Swieten » mélangée à du lait, voire en traitant la nourrice (onguent mercuriel appliqué sur le corps) de manière que son lait contienne du mercure.
Des ânesses ou chèvres produisant le lait donné aux bébés ont aussi été traités au mercure pour la même raison.
 Peu à peu le nombre et la forme des traitements se diversifiaient, toujours sans preuves de résultats.
Doutes et contestations : Très vite des médecins tels que Jean Fernel (en 1579), Ulrich von Hutten (lui-même atteint de syphilis), Francisco López de Villalobos et Josef Grünpeck, dénoncent la toxicité et l’inefficacité du traitement mercuriel par ailleurs très douloureux pour les malades qui pouvaient perdre leurs dents et voyaient leurs lèvres et muqueuses ulcérées. Au XVIIIe siècle, Astruc publie les résultats de ses expériences : sur 37 malades soumis à des fumigations mercurielles, 4 meurent rapidement, 22 ne guérissent pas et 11 voient leurs symptômes améliorés, mais pour très peu de temps. Pourtant, l’Académie de médecine et la majorité des médecins continuent à recommander et prescrire le mercure. Au XIXe siècle, bien que la méthode scientifique soit a priori reconnue des médecins, seuls Broussais, Hermann, Auzias Turenne s’élèvent contre ce traitement barbare, face à une majorité de médecins qui restent sourds à leurs arguments.
La durée du traitement tend pourtant à augmenter au XIXe siècle avant que n’apparaissent des alternatives (également toxique : Arsphénamine (Ehrlich 1910) puis bismuth (proposé par Levaditi en 1921), qui n’ont pas empêché une reprise des traitements au mercure (seuls ou en complément au XXe siècle) : Jeanselme. Selon Tillies (1996), la persistance de ce traitement barbare pourrait aussi avoir été liée à l'idée qu'il contribuait à l'expiation du « péché de chair ».
L’usage du mercure s'est poursuivi bien après que H. J. Nichols a expérimentalement montré, en 1911, que le tréponème alors connu n'était pas sensible au mercure aux doses non toxiques pour l’humain ou le lapin.
Il faut attendre 1943, et les effets spectaculaires de la pénicilline testée par Mahoney et coll. mais des médecins utilisent encore (en sus) le mercure, jusque vers 1950 au moins. Son usage diminue après la découverte de la pénicilline au début des années 1940, mais l'histoire du traitement de cette maladie par le mercure, montre en effet que l’usage délétère du mercure s’est même prolongé plusieurs années après la découverte de la pénicilline qu’on a par exemple recommandée après un pré-traitement par des injections de cyanure de mercure.

### Débat sur les origines de la syphilis
Les origines de la syphilis sont inconnues, et débattues depuis plus d'un siècle,. On a longtemps cru qu'elle venait du Nouveau Monde, importée dans l'Ancien lors du premier voyage de Christophe Colomb, mais cette théorie n'est plus aujourd'hui unique. Une légende voulait en effet que les conquistadors l'aient attrapé avec des femmes indigènes étant elles-mêmes contaminées par leurs époux bergers qui allaient garder des lamas, ces animaux étant selon cette légende l'espèce-réservoir du germe. Actuellement des recherches archéologiques et la possibilité d'étude ostéoarchéologique non destructrice des reliques établissent que la syphilis était déjà présente dès l'Antiquité en Europe ; c'est la thèse qu'avance la société d'anthropologie de Paris en 1998.

#### Arguments pour une origine européenne
Au XIXe siècle plusieurs auteurs estiment que la maladie existe depuis l'Antiquité, dont Pierre Louis Alphée Cazenave qui donne pour appuyer cette idée une longue liste d'indices et leurs sources. En effet, déjà sous l'Antiquité, Hippocrate semble avoir fait la description de la forme tertiaire de la maladie.
En 1963, Hackett estime que le tréponème pâle provient d'un autre tréponème, le Treponema caracteum ayant également engendré le Treponema pallidum sub species endemicum également nommé bejel.
Pour l'archéologue, trois des quatre tréponématoses connues (le béjel, le pian et la syphilis) produisent une syphilis osseuse dont les séquelles osseuses sont faciles à identifier, mais ne suffisant pas à distinguer laquelle des 3 formes de la maladie était en cause.
Des recherches archéologiques montrent qu'une ou plusieurs formes de tréponématoses sont anciennes en Europe, par exemple présentes dans la ville grecque de Métaponte en Italie au VIe siècle av. J.-C. ; la découverte à Pompéi de dents présentant des cannelures, déformations caractéristiques d'enfants infectés durant la grossesse par leur mère atteinte de la maladie, paraît confirmer cette antériorité. Avant 1493, de nombreux indices européens archéologiques sont cependant incertains (confusion possible avec d'autres maladies, dont la lèpre, les syphilitiques ayant peut-être également pu être confondus avec les lépreux et regroupés dans les léproseries).
La preuve la plus marquante d'une forme de syphilis dans l'Europe médiévale a été trouvée lors des fouilles d'un monastère augustinien datant des XIIIe et XIVe siècles dans le port de Kingston-upon-Hull au nord-est de l'Angleterre, avec 2/3 des squelettes présentant des déformations osseuses typiques du troisième stade de la maladie. Ces stigmates touchaient notamment les squelettes proches de l'autel, ce qui signifie que les riches donateurs du monastère, les membres de la classe privilégiée de Kingston-upon-Hull, comptaient parmi ceux touchés par la maladie. La datation au carbone confirmerait que ces squelettes ont été enterrés pendant la période active du monastère, ce qui s'accorde difficilement avec la théorie de l'origine américaine. Kingston-upon-Hull était alors, après Londres, le deuxième port le plus important d'Angleterre et une ville portuaire à vocation internationale.
En 1993, les archéologues trouvent en France à Costebelle (Hyères, Var), en place dans la cavité pelvienne du squelette de sa mère, les restes d'un fœtus du IVe siècle portant les symptômes (lésions osseuses) d'une syphilis congénitale,, ce qui a motivé un colloque international, « L'origine de la syphilis en Europe - avant ou après 1493 ? ». On en trouve des indices aussi dans les anciennes colonies grecques de Métaponte et d'Héraclée (VIe – IIIe siècles av. J.-C.) et en France, à Lisieux (Calvados, Normandie), 5 cas paléopathologiques avec indices forts d'infection osseuse à tréponèmes, dans une nécropole du Bas-Empire (contemporaine de celle de Costebelle).

#### Arguments pour une origine américaine
Il ne semble pourtant pas y avoir eu de grandes épidémies de syphilis en Europe avant le XVIe siècle. Le continent américain, voire africain aurait donc pu fournir à l'Europe un agent pathogène mutant et plus virulent.
L'archéologie montre aussi chez les Amérindiens de fréquentes lésions osseuses apparemment syphilitiques depuis les périodes précolombiennes. Ces squelettes donnent des indices bien plus abondants que dans l'Europe ancienne,. L'anthropologue canadien Mark Skinner, ou la paléopathologiste américaine Mary-Lucas Powell estiment qu'il y a bien eu des tréponématoses anciennes en Amérique précolombienne mais selon eux, les témoignages de formes congénitales propres à la forme vénérienne de la maladie, sont tous postérieurs au XVIe siècle. Antérieurement, le mot « syphilis » serait impropre pour l'Amérique précolombienne. Della Collins Cook les rejoint mais sur la base de l'étude dentaire des squelettes précolombiens. La syphilis vénérienne serait selon cet auteur apparue en Amérique « après la conquête, amenée par les Européens et peut-être par les esclaves noirs arrachés à l'Afrique équatoriale ». Une hypothèse pourrait être que cette nouvelle forme de syphilis, plus contagieuse, aurait fait son apparition en 1494 à Naples, apportée par des marins espagnols de l'équipage de Christophe Colomb qui participaient à une campagne militaire de Charles VIII.
En 2008, une étude redonne un fort crédit à l'hypothèse de l'origine américaine ; montrant par l'étude génétique de différentes souches de sous-espèces de Treponema pallidum que le plus proche « parent » de Treponema pallidum sous-espèce pallidum (T. pallidum pallidum) (agent de la syphilis) semble être la souche américaine de Treponema pallidum sous-espèce pertenue (T. pallidum pertenue) (agent d'une tréponématose cutanée, le pian ou yaws, tréponème transmissible par simple contact cutané, donc non-vénérien). Les auteurs estiment que T. pallidum pertenue serait liée à l'espèce humaine depuis son émergence (des tréponèmes simiens sont très proches de cette souche). Il aurait migré avec lui dans le monde avec quelques mutations. Les compagnons de Christophe Colomb auraient rapporté cette souche en Europe et, lors de ce transfert sur un hôte nouveau, pour une raison inconnue, une dernière mutation aurait renforcé son pouvoir pathogène et modifié son mode de transmission. C'est alors que serait apparu T. pallidum pallidum, agent de la syphilis. Le pian peut entraîner des lésions osseuses avec déformations, ce qui ne contredit pas les précédentes constatations.
Une autre hypothèse, n'excluant pas l'origine américaine, a été proposée pour expliquer la grande virulence de l'épidémie de 1493 « qui n'a rien de commun, tant dans la sévérité des symptômes que dans l'extrême gravité du pronostic, avec la syphilis actuelle », et qui pourrait éventuellement être expliquée par la conjonction d'une diffusion du tréponème avec celle d'une immunodéficience d'origine virale à transmission également vénérienne (une sorte de SIDA ?, qui aurait pu être importé d'Afrique par les esclaves) comme le Professeur Louis André le propose en 1994.
Les tréponèmes sont des germes fragiles et qui se conservent mal, mais les progrès de la paléopathologie et de la paléomicrobiologie pourront peut-être permettre de trouver des restes d'ADN sur des fragments osseux prélevés sur des spécimens paléopathologiques (comme on l'a déjà fait pour des restes d'ADN de Mycobacterium tuberculosis, Mycobacterium leprae et Yersinia pestis responsables respectivement de la tuberculose, de la lèpre et de la peste).

#### Origine plus ancienne
T. pallidum pourrait avoir coévolué avec les ancêtres humains. Des lésions typiques ont été trouvées dans des os humains préhistoriques et des hominidés ancestraux, indiquant une origine paléolithique de la tréponématose.

## Maladie professionnelle
La condition des ouvriers verriers est très dure. Les joues cassées conséquence du soufflage du verre, mais aussi la syphilis professionnelle des verriers (transmise par les cannes de soufflage qui passent de bouche en bouche) est déclarée accident du travail par trois jugements successifs et confirmés en appel en 1898 en France,.

## Cas historiques
Symboles utilisés : S — Cas suspecté ; † — Mort de syphilis
- 1488-1523 Ulrich von Hutten †[91]
- 1494-1547 François Ier[92],[93], le verollez trespretieux cher à Rabelais
- 1500-1558 Charles Quint[94]
- 1564-1616 William Shakespeare S[95]
- 1638-1715 Louis XIV[93]
- 1782-1840 Niccolò Paganini[96]
- 1762-1817 Théroigne de Méricourt[97]
- 1797-1828 Franz Schubert[98]
- 1797-1848 Gaetano Donizetti[99]
- 1808-1855 Nerval[93]
- 1810-1856 Robert Schumann[100]
- 1821-1867 Charles Baudelaire[101]
- 1821-1880 Gustave Flaubert[98]
- 1821-1881 Fiodor Dostoïevski[98]
- 1828-1910 Léon Tolstoï[98]
- 1832-1883 Édouard Manet[98]
- 1840-1897 Alphonse Daudet[102].
- 1844-1896 Paul Verlaine[98]
- 1848-1903 Paul Gauguin[98]
- 1850-1893 Guy de Maupassant[93],[103] †
- 1853-1890 Vincent van Gogh[98]
- 1854-1891 Arthur Rimbaud[93]
- 1854-1900 Oscar Wilde[104]
- 1856-1910 Mikhaïl Vroubel[105]
- 1857-1891 Theo van Gogh[106] †
- 1862-1921 Georges Feydeau[107] †
- 1864-1901 Henri de Toulouse-Lautrec[98]
- 1868-1944 Florence Foster Jenkins[108]
- 1882-1941 James Joyce[98]
- 1889-1982 Marthe Richard[93]
- 1899-1947 Al Capone
- 1905-1976 Howard Hughes[98] et un certain nombre d'actrices qu'il fréquenta

#### Bases de données et dictionnaires
- Ressources relatives à la santé :   - Diseases Ontology
  - DiseasesDB
  - ICD9Data.com
  - Medical Subject Headings
  - MedlinePlus
  - PatientLikeMe
  - Store medisinske leksikon
  - WikiSkripta
- Notices dans des dictionnaires ou encyclopédies généralistes :   - Britannica
  - Brockhaus
  - Den Store Danske Encyklopædi
  - Dictionnaire historique de la Suisse
  - Gran Enciclopèdia Catalana
  - Hrvatska Enciklopedija
  - Nationalencyklopedin
  - Universalis
- Notices d'autorité :   - BnF (données)
  - LCCN
  - GND
  - Japon
  - Espagne
  - Israël
  - Tchéquie
  - Lettonie